# Grațian Sepi
Grațian Sepi (Valcani, 30 dicembre 1910 – 6 marzo 1977) è stato un calciatore rumeno, di ruolo attaccante.